# Lorenz Jarass
Lorenz Jarass (* 1951 in Deggendorf) ist ein emeritierter Professor für Wirtschaftswissenschaften, der an der Hochschule RheinMain lehrte.

## Leben
Er war Mitglied der Kommission zur Reform der Unternehmensbesteuerung (1999–2001) und Mitglied des wissenschaftlichen Beirats der Kommission zur Reform der Gemeindefinanzen 2002–2003, zudem arbeitet er als Sachverständiger für den Finanzausschuss des deutschen Bundestages.
Jarass ist einer der bekanntesten und schärfsten Kritiker des deutschen Systems der Unternehmensbesteuerung, dessen Steuerschlupflöcher vor allem für Konzerne von ihm angegriffen werden.
Er studierte in den Jahren 1970–1975 an der Universität Regensburg Betriebswirtschaftslehre (Abschluss als Diplom-Kaufmann), danach 1975–1976 an der Stanford University (Abschluss als Master of Science). Die anschließende Dissertation (1976–1980) hatte das Thema „Strom aus Wind: Integration einer erneuerbaren Energiequelle“ und wurde mit Summa cum Laude bewertet. Danach folgten Lehraufträge an der Universität Regensburg und der Fachhochschule Regensburg, von 1981 bis 1986 war er zudem geschäftsführender Gesellschafter einer Beratungsfirma in Regensburg. Seit 1986 ist er Professor für Wirtschaftswissenschaften an der Hochschule RheinMain, dort war er unter anderem auch als Prodekan (1988–1991) und Dekan (1991–1993) tätig.
Bei der Bundestagswahl 1994 trat er als Direktkandidat für Bündnis 90/Die Grünen im Wahlkreis Wiesbaden an.
Seit 2022 ist Jarass als Beirat für das Fintech RAQUEST GmbH tätig, weitere Beiratsmitglieder sind unter anderem Peer Steinbrück und Roland Boekhut.

## Werke

### Bücher (Auswahl)
Energie
Vollständige Übersicht Energie
- 2009: L. Jarass, G. M. Obermair, W. Voigt: Windenergie – Zuverlässige Integration in die Energieversorgung. Springer, Berlin 2009, ISBN 978-3-540-85252-0.
- 2012: L. Jarass, G. M. Obermair: Welchen Netzumbau erfordert die Energiewende? Mit Netzentwicklungsplans 2012. MV-Verlag (Monsenstein und Vannerdat), Münster 2012, 280 Seiten, ISBN 978-3-86991-641-5
- 2020: Lorenz Jarass, W. Baumann: Überdimensionierter Netzausbau behindert die Energiewende – Erforderliche Änderungen beim Netzentwicklungsplan Strom Books on Demand, Norderstedt 2020, 132 Seiten, 13 Abbildungen, 14 Tabellen, ISBN 978-3-7504-7177-1

Steuern
Vollständige Übersicht Steuern
- 2005: Lorenz Jarass, Gustav M. Obermair: Steigende Dividenden, sinkendes Steueraufkommen. Eine Analyse der DAX30-Geschäftsberichte 1996–2002 unter Berücksichtigung der Volkswirtschaftlichen Gesamtrechnung. Metropolis-Verlag, Marburg 2005, ISBN 3-89518-450-0
- 2012: Steuermaßnahmen zur nachhaltigen Staatsfinanzierung MV-Verlag, Münster 2012, ISBN 978-3-86991-466-4

### Aufsätze (Auswahl)
- 2006: A Proposal for the Efficient Taxation of All Business Income in the EU. In: Intereconomics Volume 41 3/2006, S. 151–158, doi:10.1007/s10272-006-0184-5
- 2009: Neuer EEG-Ausgleichsmechanismus kann den Ausbau der erneuerbaren Energien gefährden! In: Energiewirtschaftliche Tagesfragen 10/2009, S. 26–29.
- 2013: Reform des EEG: Verbrauchsvorrang für Erneuerbare Energien wieder einführen, Einspeisegarantie für Kohlestrom abschaffen In: Zeitschrift für Neues Energierecht 6/2013, S. 572–580.
- 2014: Rechtliche Defizite fördern überdimensionierten Stromnetzausbau In: Zeitschrift für Neues Energierecht 3/2014, S. 231–233.
- 2015: Neue Netzstrukturen für die Energiewende. Kritische Versorgungssituationen durch Export von Kohlestrom In: Die Sonnenenergie – Zeitschrift für Erneuerbare Energien und Energieeffizienz. Deutschen Gesellschaft für Sonnenenergie e. V. (DGS), 1/2015, S. 43–45.